# メヘラウリー

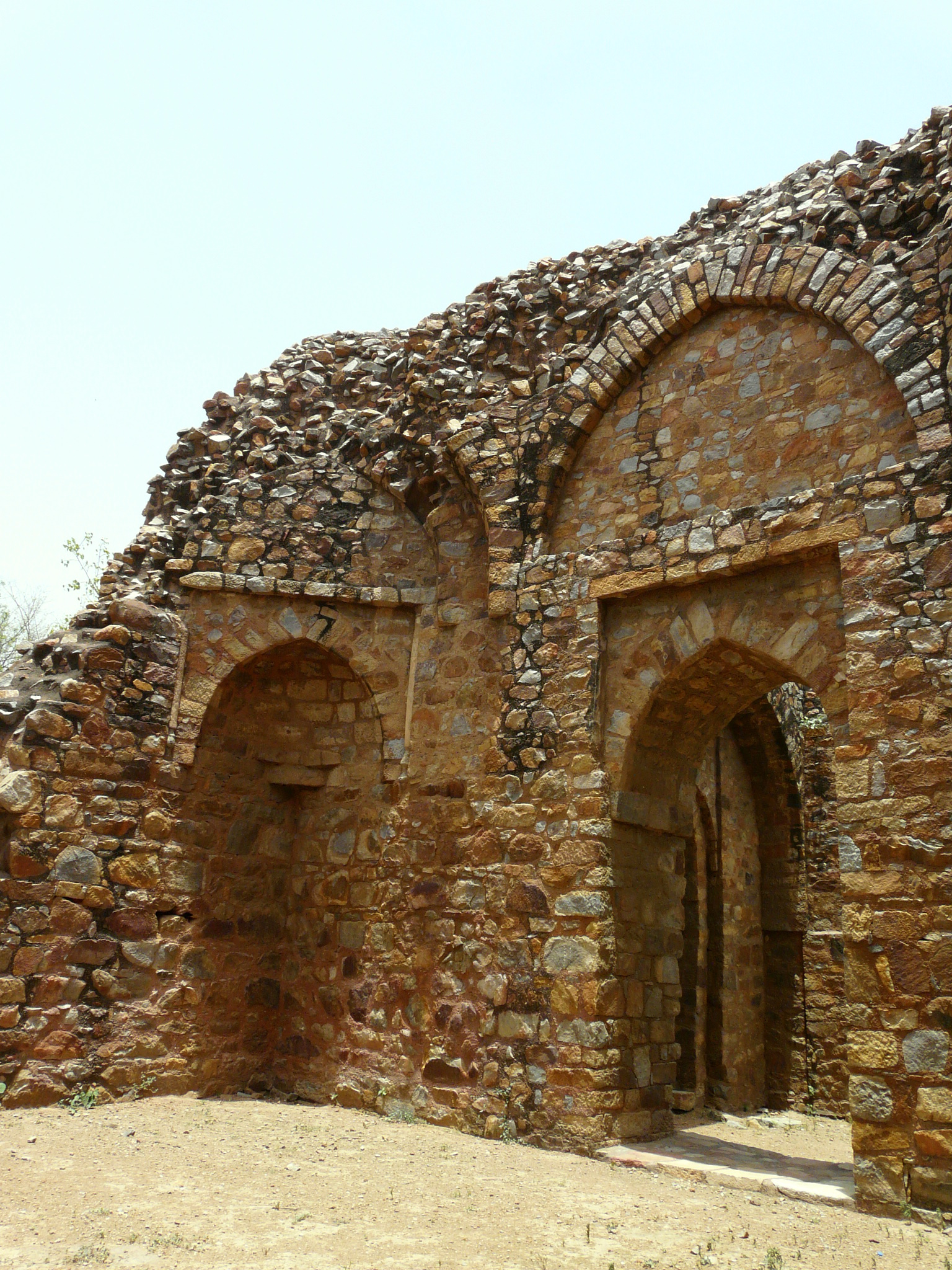
バルバン廟

メヘラウリー（ヒンディー語：महरौली, ウルドゥー語：مہرؤلی, パンジャービー語：ਮਹਰੌਲੀ, 英語：Mehrauli）は、インドのハリヤーナー州、南西デリー県のデリー近郊の村。

## 歴史

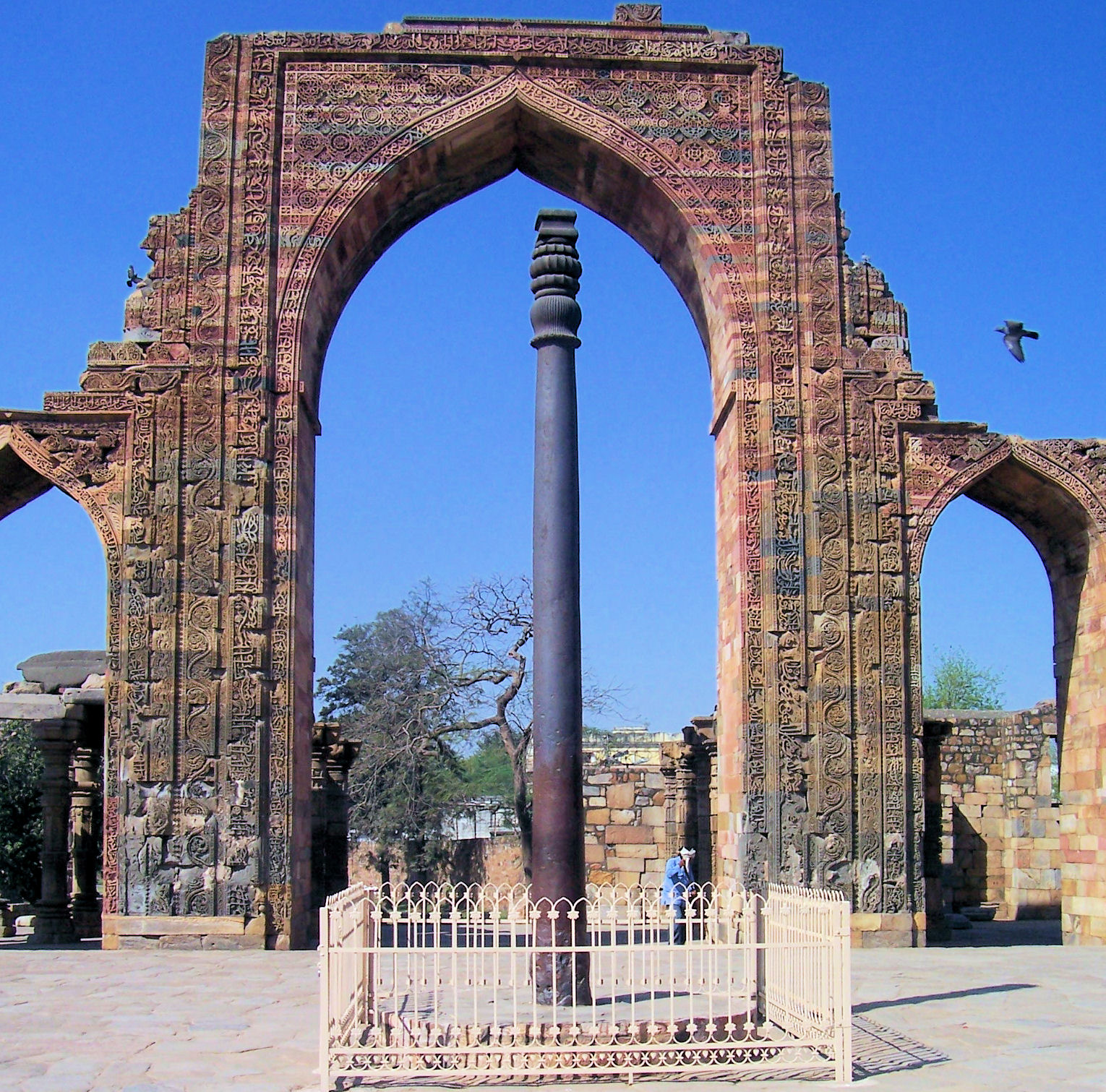
1500年間錆びないデリーの鉄柱。チャンドラグプタ2世によって建てられた。

メヘラウリーはかつてはミヒラワーリー（Mihirawali）として知られ、これはこの都市の建設者でプラティーハーラ朝の王ミヒラ・ボージャ王に由来する。
12世紀、チャーハマーナ朝の王プリトヴィーラージャ3世は城塞を拡張し、この城砦はキラー・ラーイ・ピトーラーと呼ばれている。
1206年以降はデリー・スルターン朝の支配下にあり、バルバンの墓廟もこの地にある。クトゥブッディーン・アイバクによってクトゥブ・コンプレックスが建てられ、のちにシャムスッディーン・イルトゥトゥミシュ、アラー・ウッディーン・ハルジー によって拡張された クトゥブ・コンプレックスはユネスコ世界遺産に指定されている。
16世紀以降はムガル帝国の支配下にあり、皇帝シャー・アーラム2世とアクバル2世、貴族アドハム・ハーンらの墓廟もこの地にある。

## 地理
- グルガーオンが近郊にある。